# 眼斑新連鰭䲗
眼斑新連鰭䲗（学名：Neosynchiropus ocellatus）为䲗科新連鰭䲗屬的鱼类，俗名眼斑鼠䲗鱼。分布于非洲东岸、东至萨摩亚群岛、南至澳大利亚昆士兰、北至日本、台湾岛以及南海诸岛海域等，多见于珊瑚礁、岩礁浅水以及至水深30米处。该物种的模式产地在印尼安汶。

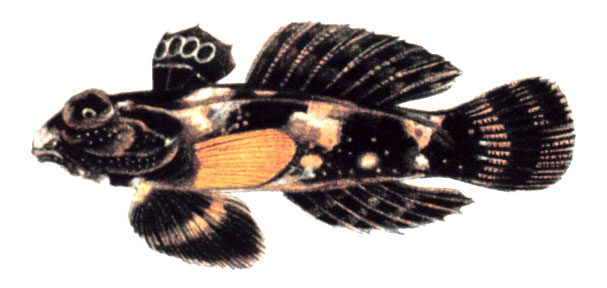